# Sekundærrute 323
Sekundærrute 323 er en rutenummereret landevej på Midtfyn.
Ruten går fra primærrute 8 i Ørbæk over Ryslinge til Ringe, hvor den er forbundet med Svendborgmotorvejen, og derfra videre til mødet med sekundærrute 335 lidt nord for Espe. Herfra forløber den sammenfaldende med rute 335 til krydset med primærrute 43 ved Hillerslev og så videre vestpå til Brobyværk. Her skilles ruten igen fra rute 335 og krydser Odense Å, hvorpå den fortsætter til Haarby. I Haarby forløber den nogle hundrede meter sammenfaldende med sekundærrute 329, hvorefter den fortsætter over Ebberup mod Assens, hvor den slutter i rundkørslen ved Østre Ringvej / Søndre Ringvej.
Sekundærrute 323 har en længde på cirka 55 km.